# Jessica rafaeli
Jessica rafaeli là một loài nhện trong họ Anyphaenidae.
Loài này thuộc chi Jessica. Jessica rafaeli được Antonio D. Brescovit miêu tả năm 1999.